# Mount Saunders, Antarktis
Mount Saunders är ett berg i Antarktis. Det ligger i Östantarktis. Nya Zeeland gör anspråk på området. Toppen på Mount Saunders är 3 202 meter över havet.
Terrängen runt Mount Saunders är kuperad åt nordost, men åt sydväst är den platt. Mount Saunders är den högsta punkten i trakten. Trakten är obefolkad. Det finns inga samhällen i närheten.